# Sebastián Cristóforo
Sebastián Carlos Cristóforo Pepe (Montevidéu, 23 de agosto de 1993) é um futebolista uruguaio que atua como meio-campista. Atualmente, defende o Central Córdoba.

## Títulos
Sevilla
- Liga Europa: 2013–14, 2014–15, 2015–16

Peñarol
- Campeonato Uruguaio: 2012–13, 2024